# Boozoo Chavis

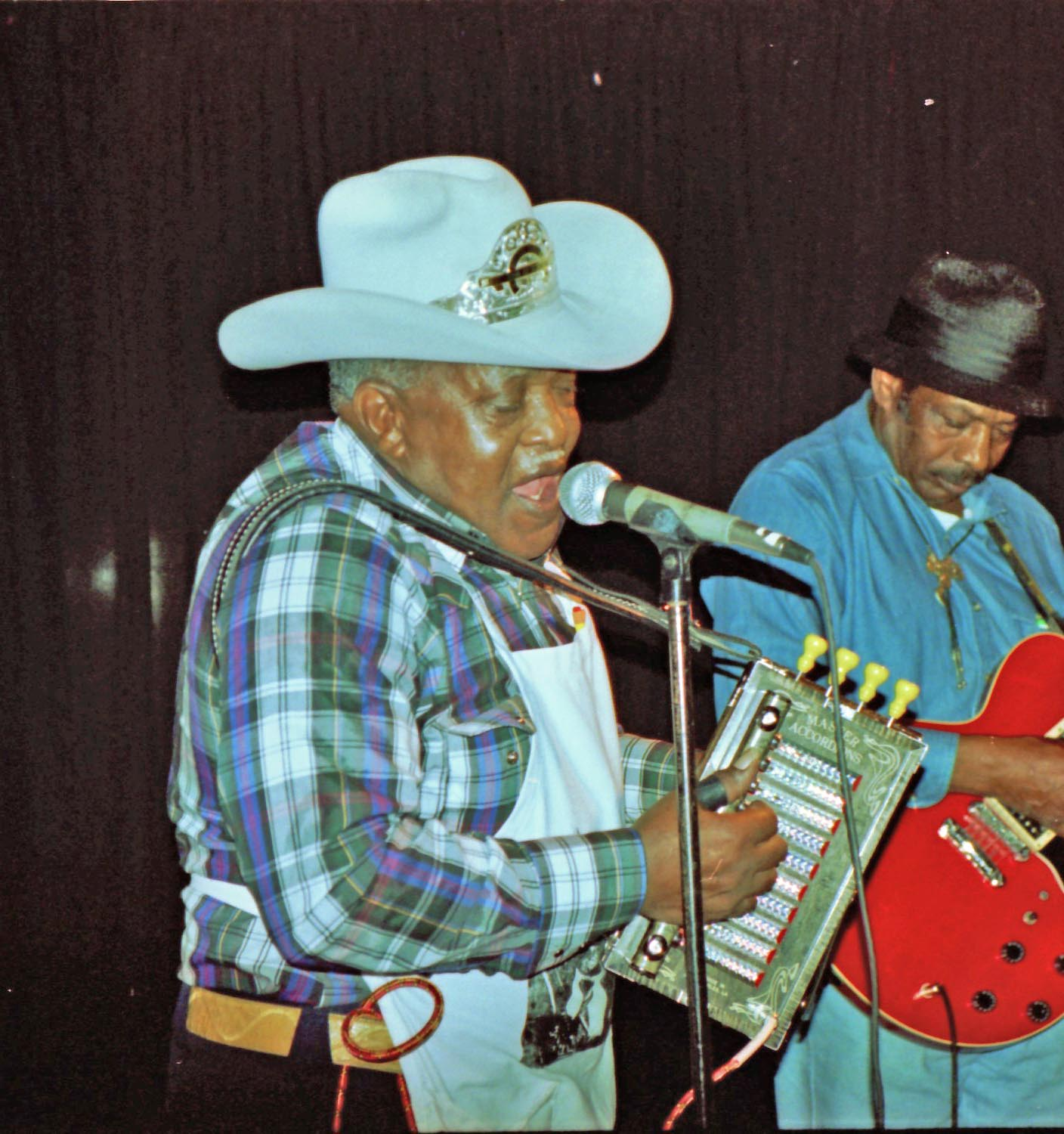
Boozoo Chavis (1997)

Boozoo Chavis (* 23. Oktober 1930 in Lake Charles, Louisiana; † 5. Mai 2001 in Austin, Texas), eigentlich Wilson Anthony Chavis, war ein US-amerikanischer Pionier der Zydeco-Musik, der "König des Zydeco" (King of Zydeco). Er hatte 1954 mit Paper in My Shoe den ersten Zydeco-Hit. Wegen seiner üblichen Aufmachung mit weißem Stetson war er auch als der "Kreolische Cowboy" (Creole Cowboy) bekannt.

## Biografie
Chavis' Mutter züchtete u. a. Ponys und führte einen Tanzclub, in dem Chavis' Vater Akkordeon spielte, oft in Begleitung von Morris "Big" Chenier und dessen Neffen Clifton. Chavis brachte sich selbst das Akkordeonspielen bei und erlangte bald lokale Popularität. Produzent Eddie Shuler lud ihn zu Aufnahmen ein, bei denen Paper in My Shoe entstand. Die Single wurde überraschend eine Hit.
Allerdings blieb ein zweiter Hit aus. 1964 nahm Chavis mit Jo-el Sonnier und Little Brother Griffin im Beisein des Bluesforschers Mike Leadbitter 16 Stücke auf, doch nur eine Single wurde veröffentlicht. Danach zog sich Chavis für zwei Jahrzehnte aus dem Musikgeschäft zurück und züchtete Ponys. Musik machte er nur im privaten Umfeld.
1984 hatte Chavis ein Comeback. Er brachte eine Reihe vielbeachteter Alben heraus und trat auf den großen Folk-Festivals auf, darunter das Newport Folk Festival und das New Orleans Jazz and Heritage Festival. Ein Auftritt von Chavis ist zu sehen in der Videodokumentation "The Kingdom of Zydeco" von 1994. 1998 wurde er in die "Zydeco Hall of Fame" aufgenommen.
Boozoo Chavis starb 2001 während einer Tournee nach einem Herzinfarkt und einem nachfolgenden Schlaganfall.

## Diskografie

### Alben
- Louisiana Zydeco Music (1986)
- Boozoo Zydeco (1987)
- Paper In My Shoe (1987)
- Live At Richard's (1988)
- Zydeco Homebrew (1989)
- Boozoo Chavis (1990)
- The Lake Charles Atomic Bomb (1990)
- Zydeco Trail Ride (1990)
- Boozoo That's Who! (1993)
- Live At The Habibi Temple (1994) Living Blues Award 1995
- Hey Do Right (1997)
- Who Stole The Monky (1999)
- Down Home On Dog Hill (2001)

### Singles (Auswahl)
- Paper in My Shoes (1954)
- Make Up Your Mind (1987)
- Suzy-Q (1989)
- Zydeco Mardi Gras (1990)